# Mood II Swing
Mood II Swing is een Amerikaans houseduo dat bestaat uit John Ciafone en Lem Springsteen. Beiden werken ook afzonderlijk van elkaar in diverse projecten. De groep brengt vooral singles uit en heeft daarnaast diverse remixen gemaakt. Ook zijn ze de producers achter de hit Free van Ultra Nate. 

## Biografie
Ciafone en Springsteen begonnen hun loopbaan met de ambitie om r&b-producers te worden. Daar behaalden ze geen successen mee. Onder diverse namen maakten ze daarna houseplaten. Een van de vroegste hitjes was Helpless als Urbanized ft. Silvano. Als Wall Of Sound brachten ze in 1995 het album Storybook uit. Ook werkten ze enkele malen samen met Louie Vega.
In 1997 brak Mood II Swing door naar de mainstream binnen de housescene met de productie van Free voor Ultra Nate. Ze werden gevraagd voor diverse remixen door onder andere Everything But The Girl, Smoke City, Deep Dish en Lucy Pearl. Ook verscheen het verzamelalbum All Night Long With... waarmee het duo zichzelf presenteerde. In 2009 produceerde Springsteen het soloalbum  Wonderland (Love Members Only) als Lem. In 2012 werden de grootste successen van Mood II Swing verzameld op House Legends: Mood II Swing.

## Discografie
Albums:
- Wall Of Sound - Storybook
- All Night Long With... (1997)
- House Legends: Mood II Swing (2012)